# Ophthalmitis mundata
Ophthalmitis mundata är en fjärilsart som beskrevs av Walker 1869. Ophthalmitis mundata ingår i släktet Ophthalmitis och familjen mätare. Inga underarter finns listade i Catalogue of Life.